# G.J. Bøgh
Georg Julius Bøgh (født 13. december 1821 i Herfølge, død 19. februar 1904 i Horsens) var en dansk kunstgartner.
Han var søn af amtsprovst Matthias Frederik Georg Bøgh (1762-1831) og hustru Victorine Juliane Bøgh, født Fog (1781-1861). G.J. Bøgh var elev i Sorø Akademihave samt ved Frederiksberg og Rosenborg slotshaver og tog derefter eksamen fra Rosenborg Gartnerlæreanstalt 1843. Derefter var han ansat i Botths handelsgartneri i Hamborg og bestyrede siden i tre år et gartneri i Wien.
1849 blev han gartner på Palsgård ved Horsens, hvis have han omlagde. 1854 oprettede han sit eget handelsgartneri på en stor, ubebygget grunde på 8 tønder land i Horsens' østlige udkant. I begyndelsen beskæftigede forretningen sig mest med tilplantning af haver og anlæg af læ-beplantninger til landbruget, men efterhånden kom handel med frø til at fylde mere og mere, og Bøgh begyndte at lave forsøg med dyrkning af diverse indenlandske grøsorter til erstatning for de sædvanligvis fra udlandet importerede frø. 
G.J. Bøgh blev herefter banebrydende inden for den indenlandske frøavl, og frøproduktionen voksede støt, ikke mindst inden for rodfrugtfrø. For at kunne følge med efterspørgslen blev gartneriets jordtilliggende efterhånden udvidet markant.
Bøgh blev deruodver særlig berømt for sine bestemmelser af frugtsorters oprindelsessted og for avl og beskæring af frugttræer. Han fremavlede bl.a. det såkaldte Bøghs citronæble, der første gang omtales i 1863. 
G.J. Bøghs gartneri var et meget søgt lærested.

## Hæder
Bøghsgade i Horsens, som går hen over gartneriets tidligere jorder, er opkaldt efter ham. 1899 blev han Ridder af Dannebrog, og han var æresmedlem af Almindelig dansk Gartnerforening.
Han blev gift 24. juli 1855 i Vejle med Henriette Amalie Diderich (1824-1911), datter af kaptajn ved skarpskytterne Johan Gottlieb Diederich og Ida Sophie Juliane von Brincken. Bøgh var blandt andet far til Victorine Juliane Bøgh (født 1856), som i 1883 blev gift med handelsgartner i København Johan Pauli Fløystrup (1855-1929).